# John Oddo
John Oddo (New York, 21 maart 1953 – White Plains (New York), 2 april 2019) was een Amerikaanse jazzmuzikant. Hij speelde piano, keyboards en synthesizer en was arrangeur en componist.

## Biografie
Oddo studeerde aan de California State University en Eastman School of Music. In de vroege jaren 80 werkte hij als musicus en componist bij Woody Herman and His Orchestra, te horen op albums als Live at Concord Jazz Festival (1981). Vanaf 1983 was hij achttien jaar actief als musicus, arrangeur en muzikaal leider voor zangeres Rosemary Clooney. Hij speelde verder met Ed Bickert, Michael Feinstein en Gary Foster, en werkte voor en met Tony Bennett, Ray Charles, Joe Williams, Stan Getz, Bob Hope, Maureen McGovern, John Pizzarelli, Diane Schuur, Toni Tennille en Linda Ronstadt. In de jazz speelde hij tussen 1978 en 2014 mee op 33 opnamesessies.